# Carl-Olof Hamrin
Carl-Olof Hamrin, född 30 oktober 1903 i Sofia församling i Jönköping, död där 16 juli 1970, var VD och ansvarig utgivare för Jönköpings-Posten 1934–1969.
Carl-Olof Hamrin var son till Josef och Beda Hamrin och bror till Yngve Hamrin och Agne Hamrin.  Brodern Yngve Hamrin var samtidigt chefredaktör för samma tidning, som han tog över efter sin far Josef Hamrin. Han började bygga upp Herenco-koncernen genom att köpa Smålands-Tidningen 1938.
Han var gift med sjuksköterskan Jenz Hamrin och var far till Christina Hamrin och farfar till Lovisa Hamrin.